# Lumen fidei
Lumen fidei (hrv. Svjetlo vjere) prva je enciklika pape Franje. Objavljena je 29. lipnja 2013. godine, na svetkovinu svetih Petra i Pavla. Posebna je, jer je prva enciklika, koju su zapravo napisali dvojica papa. Papa Benedikt XVI. započeo je encikliku i dovršio skoro sve prije nego što je podnio ostavku 28. veljače 2013. Papa Franjo je dodao neka poglavlja ovoj enciklici.

## Povijest
Papa Benedikt XVI. prethodno je napisao tri enciklike. Njegov posljednja enciklika (Caritas in veritate) smatra se modernizacijom i daljnjim razvojem socijalnog nauka Crkve. Njegove prve dvije enciklike (Deus caritas est i Spe salvi) tematski su vezene oko dvije teološke vrline: ljubavi i nade. Pretpostavljalo se, da će se objaviti i enciklika o vjeri, kako bi se završio ciklus (vjera, nada i ljubav). Papa Benedikt XVI. zapravo je u ljeto 2012. u Castel Gandolfu napisao takav tekst, koji je namjeravao objaviti u povodu Godine vjere. Nakon što je podnio ostavku, nije smatrao prikladnim da ga objavi.

## Sadržaj
Svjetlo vjere s više od osamdeset stranica veća je od prethodnih enciklika pape Benedikta XVI. To je složen teološki argument o ulozi vjere i poslanju vjernika kršćana u suvremenom svijetu. Prvi dio (Povjerovali smo Ljubavi) se bavi razvojem vjere Abrahama do početka Crkve. Drugi dio (Ako ne budete vjerovali, nećete razumjeti) usredotočuje se na odnos između vjere i istine, te napetosti između vjere i razuma. Treći dio (Prenosim vam ono što sam primio) bavi se odnosima između vjere i Crkve, a četvrti (Bog im pripravi Grad) je poziv vjernicima da porade oko svoje vjere. Posljednji poziv treba posebno razmotriti u svjetlu nastojanja Crkve oko nove evangelizacije. Dodatno poglavlje naslovljeno Blažena Ti što povjerova posvećeno je vjeri Djevice Marije i vjeri u nju.

## Vanjske poveznice
Mrežna mjesta
- Lumen fidei - Svjetlo vjere, tekst enciklike na raznim jezicima na službenim vatikanskim stranicama